# Goldfinger (novela)
Goldfinger es la séptima novela de James Bond escrita por Ian Fleming y publicada el 23 de marzo de 1959. La historia se centra en la investigación del agente del MI6 James Bond sobre las actividades de contrabando de oro de Auric Goldfinger, del que también sospecha el MI6 de estar conectado con la organización de contrainteligencia soviética SMERSH. Además de establecer el trasfondo de la operación de contrabando, Bond descubre una conspiración mucho más grande para robar las reservas de oro de los Estados Unidos en Fort Knox.
Fleming desarrolló el personaje de James Bond más en Goldfinger que en las anteriores seis novelas, presentándolo como un individuo más complejo, también sacando a relucir una alegoría de Bond como San Jorge. El tema de San Jorge es repetido por el hecho de que es un agente británico resolviendo un problema estadounidense.
En común con otras historias Bond de Fleming, usó nombres de personas que conocía, incluyendo al villano del libro, llamado como el arquitecto británico Ernő Goldfinger. Al enterarse de la utilización de su nombre, Goldfinger amenazó con realizar una demanda, antes de que el asunto se resolviera fuera de los tribunales. Fleming había basado el personaje en el magnate estadounidense del oro Charles W. Engelhard, Jr.
Tras su lanzamiento, Goldfinger fue a la cima de las listas de bestsellers; en términos generales la novela fue bien recibida por los críticos y fue serializada como una historieta diaria y como una tira cómica en el periódico Daily Express, antes de ser el tercer largometraje de James Bond de la serie de Eon Productions, lanzado en 1964 y protagonizado por Sean Connery como Bond.

## Argumento

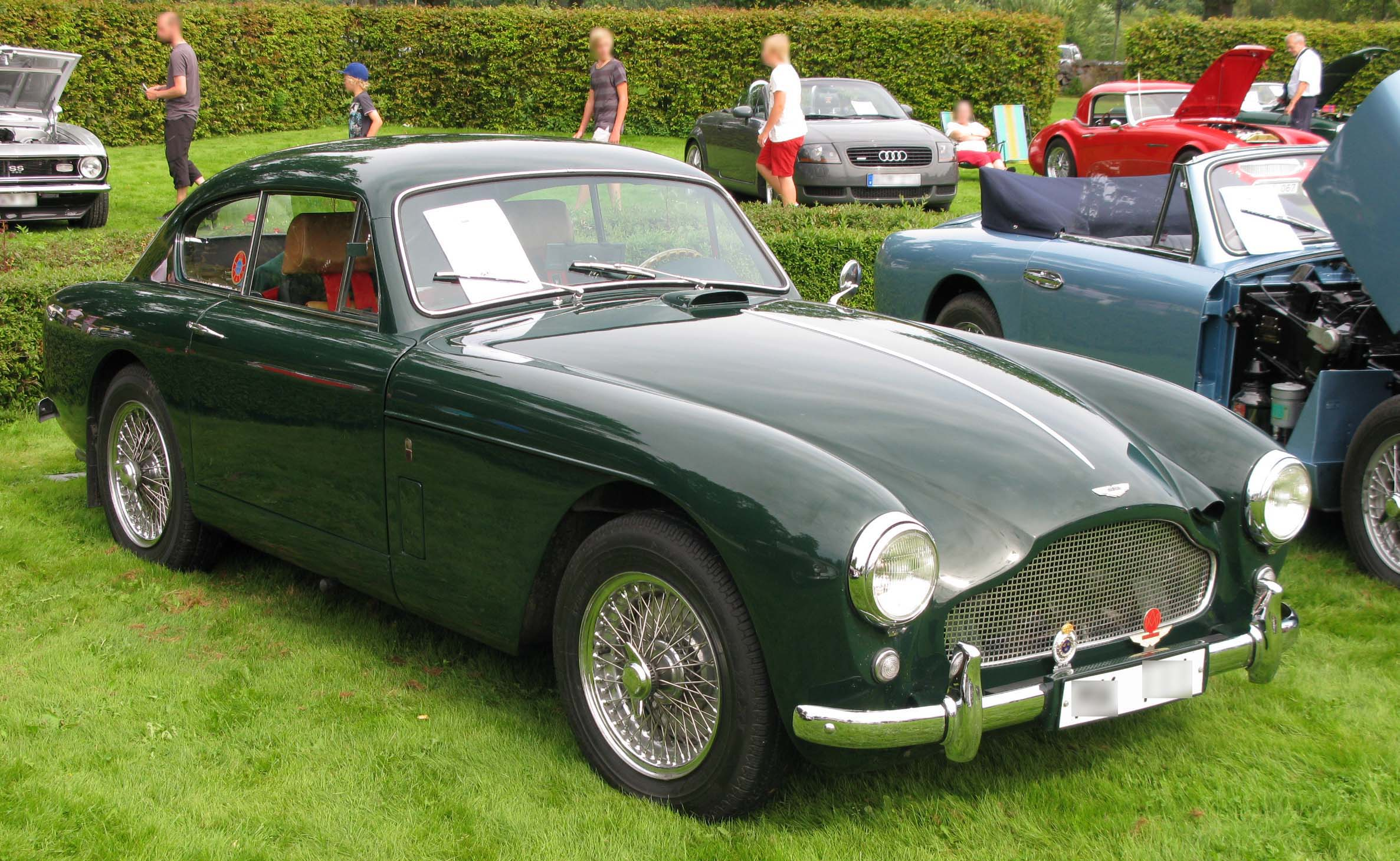
Un Aston Martin DB Mk III de 1957.

Fleming estructuró la novela en tres secciones: "Casualidad", "Coincidencia" y "Acción enemiga" — que fue como Goldfinger describió tres reuniones aparentemente coincidenciales que tuvo Bond con él.
Casualidad
Mientras cambiaba de aviones en Miami después de llevar a cabo un trabajo de operación de contrabando de heroína mexicana, el agente del servicio secreto James Bond se encuentra en el aeropuerto con Junius Du Pont, un rico empresario estadounidense (a quien conoció brevemente en Casino Royale), quien le pide que investigue a Auric Goldfinger, con quien Du Pont está jugando Canasta para descubrir si está haciendo trampa. Bond rápidamente se da cuenta de que Goldfinger hace trampas por medio de su ayudante femenina, Jill Masterton, quien está espiando las cartas de DuPont. Bond chantajea a Goldfinger para admitirlo y devolver el dinero perdido de DuPont; él también tiene un breve romance con Masterton. En Londres, el superior de Bond, M, le da la asignación de investigar cómo Goldfinger saca oro  de contrabando del país, M también sospecha que Goldfinger está conectado con SMERSH y financiar sus redes occidentales con su oro. Bond visita el Banco de Inglaterra para una reunión con el Coronel Smithers en los métodos de contrabando de oro.
Coincidencia
Bond se las ingenia para conocer y tener un partido de golf con Goldfinger; Goldfinger intenta ganar el partido de golf con trampas, pero Bond da vuelta a las tablas, venciéndolo en el proceso. Posteriormente es invitado a la mansión de Goldfinger cerca de Reculver donde apenas escapa de ser captado por una cámara mirando por encima de la casa. Goldfinger presenta a Bond a su funcionario, un coreano llamado Oddjob.
Equipado por el MI6 con un Aston Martin DB Mark III, Bond sigue a Goldfinger mientras este lleva su Rolls-Royce Silver Ghost (adaptado con blindaje y vidrios blindados) vía ferry aérea a Suiza, conducido por Oddjob. Bond logra rastrear a Goldfinger a un almacén en Ginebra donde se encuentra que la armadura del coche de Goldfinger es en realidad de oro puro, fundido en paneles en su refinería de Kent. Cuando el coche llega a la fábrica de Goldfinger en Suiza (Empresas Auric AG), que refunde el oro de los paneles de la armadura en asientos de avión y los ajusta en la aerolínea Mecca Charter, en la cual tiene un gran interés. El oro es finalmente vendido en la India en un gran beneficio. Bond frustra un intento de asesinato hacia Goldfinger por la hermana de Jill Masterton, Tilly, para vengar la muerte de Jill en manos de Goldfinger: él había pintado su cuerpo con pintura de oro, lo que la mató. Bond y Tilly intentan escapar cuando la alarma es activada, pero son capturados.
Acción enemiga
Bond es torturado por Oddjob cuando se niega a confesar que estuvo siguiendo a Goldfinger. En un intento desesperado por sobrevivir siendo cortado en dos por una sierra circular, Bond se ofrece a trabajar por Goldfinger, una artimaña a la que Goldfinger inicialmente se niega, pero luego acepta. Bond y Tilly posteriormente son llevados a la sede operativa de Goldfinger en un almacén en la ciudad de Nueva York. Se ponen a trabajar como secretarios para una reunión entre Goldfinger y varios gánsters (incluyendo la mafia) que habían sido reclutados para ayudar en la "Operación Grand Slam" – el robo de las reservas de oro de los Estados Unidos en Fort Knox. Uno de los líderes de los gánsters, Helmut Springer, se niega a sumarse a la operación y es asesinado por Oddjob. Descubriendo que la operación incluye la matanza de los habitantes de Fort Knox poniendo veneno en el suministro de agua, Bond logra ocultar una cápsula conteniendo un mensaje para Felix Leiter en el inodoro del avión privado de Goldfinger, donde espera ser encontrado y enviado a los Pinkertons, donde su amigo y ex-contraparte Felix Leiter trabaja ahora.
Comienza la Operación Grand Slam, y Leiter efectivamente encuentra el mensaje de Bond y actúa al respecto. Comienza una batalla, pero Goldfinger escapa. Tilly, una lesbiana, espera que una de las líderes de los gánsters, Pussy Galore (líder de una banda de ladronas lesbianas) la protegerá, pero ella es muerta por Oddjob. Goldfinger, Oddjob y los jefes de la mafia todos escapar en el tumulto. Bond es drogado antes de su vuelo de regreso a Inglaterra y se despierta para encontrar que ha sido capturado por Goldfinger, quien ha logrado secuestrar un avión BOAC. Bond logra romper una ventana, causando una despresurización que expulsa a Oddjob fuera del avión; Bond entonces lucha y estrangula a Goldfinger. A punta de pistola, él fuerza a la tripulación a acuatizar en el mar cerca de la costa canadiense, donde son rescatados por un barco meteorológico cercano.